# Airgetmar
Airgetmar (irl.: Airgeatmhar) – legendarny zwierzchni król Irlandii z dynastii Milezjan (linia Íra, syna Mileda) w latach 385-375 p.n.e. Syn Sirlama, zwierzchniego króla Irlandii.
Informacje o nim czerpiemy ze średniowiecznych Roczników Czterech Mistrzów oraz Lebor Gabála Érenn („Księga najazdów Irlandii”), które różnią się między sobą, co do szczegółów. Airgetmar, w czasie drugiego roku panowania arcykróla Oiliolla (Aililla) II Finna, brał udział w zwycięskiej bitwie w Óenach Taillten przeciwko Fiachy Tolgracha. Ten ostatecznie zginął w następnej bitwie, stoczonej w miejscu zwanym Brega. Następnie ludzie z Munsteru zebrali się, w towarzystwie Eochaida, syna arcykróla Oiliolla II, Lugaida, syna arcykróla Eochaida VI Fiadmuine i Duacha Ladgracha, syna Fiachy wraz z innymi potomkami Eremona, celem rozprawienia się z nim. Udało się im zmusić Airgetmara do emigracji za morze. Po okresie siedmiu lat, powrócił oraz zawarł przymierze z Duachem Ladgrachem, celem zdobycia władzy. Z pomocą Fiachy, syna Duacha, dokonał zabójstwa arcykróla Oiliolla II. Jednak według „Roczników” Airgetmar razem Duachem miał pokonać i zabić arcykróla Oiliolla II w bitwie pod Odhbha. Mając zbyt słabe siły, nie był w stanie przeszkodzić w przejściu władzy na rzecz syna zabitego, Eochaida VII. Musiał czekać siedem lat, by zdobyć dla siebie upragniony tron. Wówczas razem z Duachem dokonał zabójstwa arcykróla Eochaida VII w Aine (ob. Knockany w pobliżu Bruff w hrabstwie Limerick). Linia Íra, w jego osobie, odzyskała po pięćdziesięciu siedmiu latach zwierzchnią władzę nad Irlandią. Są rozbieżności w źródłach, co do czasu jego rządów. Miał panować dziesięć, dwadzieścia trzy lub trzydzieści lat. Zginął z ręki dwóch osób: Duacha II Ladgracha, swego następcy, i Lugaida Laigde, mściciela śmierci ojca Eochaida VII oraz przyszłego zwierzchniego króla Irlandii.

## Potomstwo
Airgetmar pozostawił po sobie pięciu synów, a przez nich wielu potomków:
- Badharn, miał syna:
  - Aed I Ruad, przyszły zwierzchni król Irlandii
- Deman, miał syna:
  - Dithorba mac Deman, przyszły zwierzchni król Irlandii
- Finntan, miał syna:
  - Cimbaeth mac Finntan, przyszły zwierzchni król Irlandii i król Ulsteru
- Faomhar (Fomoir), miał dwóch synów:
  - Fedaig (Feig, Fedach), miał syna:
    - Eochaid I Eolach, przyszły król Ulsteru

  - Dub, miał syna:
    - Eos, miał syna:
      - Srub, miał syna:
        - Inderech, miał syna:
          - Glas, miał syna:
            - Carbre (Cathair), miał syna:
              - Febardile, miał syna:
                - Fomhar, miał syna:
                  - Dub, miał syna:
                    - Sithrige, miał syna:
                      - Rudraige I Mor, przyszły król Ulsteru i zwierzchni król Irlandii
- Cas, miał syna:
  - Coran, miał dwóch synów:
    - Uamanchan, przyszły król Ulsteru
    - Cathair, miał syna:
      - Conchobar I Rot, przyszły król Ulsteru